# Hoboken-33rd Street
De Hoboken–33rd Street is een treindienst die wordt uitgevoerd door PATH. Hij staat blauw aangegeven op de kaarten en de treinen. De treindienst voert van Hoboken naar 33rd Street in Midtown Manhattan. Deze dienst wordt uitgevoerd van maandag tot en met vrijdag van 6:00 tot 23:00 uur en niet in het weekend.

## Lijst van stations
| Station            | Wanneer               | Overstapmogelijkheden | Toegankelijk |
| ------------------ | --------------------- | --------------------- | ------------ |
| New Jersey         |                       |                       |              |
| Hoboken            | Ma-Vr 6:00 -23:00 uur | HOB-WTC               |              |
| Manhattan          |                       |                       |              |
| Christopher Street | Ma-Vr 6:00 -23:00 uur | JSQ-33                |              |
| 9th Street         | Ma-Vr 6:00 -23:00 uur | JSQ-33                |              |
| 14th Street        | Ma-Vr 6:00 -23:00 uur | JSQ-33                |              |
| 23rd Street        | Ma-Vr 6:00 -23:00 uur | JSQ-33                |              |
| 33rd Street        | Ma-Vr 6:00 -23:00 uur | JSQ-33                |              |

## Dienstuitvoering
| Traject               | Treinopvolging | Treinopvolging  | Treinopvolging  |
| Traject               | Spits          | Overdag (ma-vr) | Avonden (ma-vr) |
| --------------------- | -------------- | --------------- | --------------- |
| Hoboken ↔ 33rd Street | 6 minuten      | 10-15 minuten   | 15-20 minuten   |